# Nachtgestalten (film 1999)
Nachtgestalten è un film del 1999 diretto da Andreas Dresen.